# Portus Cale

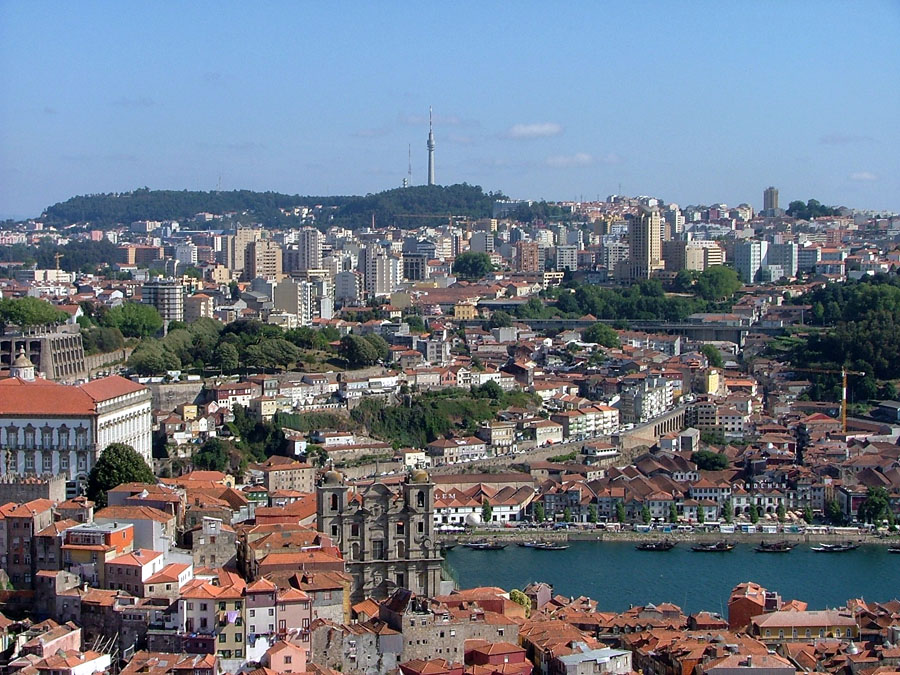
Portus Cale na atualidade: Porto em primeiro plano e Gaia ao fundo

Portus Cale foi uma cidade da Galécia romana, localizada na atual cidade portuguesa de Vila Nova de Gaia.
Deste nome parece provir o actual Portugal, pois durante a Alta Idade Média a actual Região Norte portuguesa foi denominada como Condado Portucalense, para a diferenciar do reino da Galiza. A denominação histórica para o território coberto por ambos era o de Galiza, herdando o nome da Galécia romana.

## História
Cale era o nome de um assentamento localizado na foz do rio Douro, que desagua no oceano Atlântico, no norte do que é hoje Portugal.
Alguns historiadores têm defendido que os gregos foram os primeiros a assentar em Cale e que o nome deriva da palavra grega Καλλισ (Kallis), "belo", referindo-se a beleza do vale do Douro. Outros têm a hipótese de que a palavra Cale veio da palavra latina para "quente" (Portus Cale, assim, sentido "Porto Quente"). A principal explicação para o nome, porém, é que ele é um gentílico derivado do povo castrejo que se estabeleceu na área da Cale — a galaicos que deram nome à Galécia (que incluía o Norte de Portugal). Outros ainda acreditam que o nome veio da deusa principal adorada por esta tribo, o que poderia ser o mesmo que Cailleach em Portugal.[carece de fontes?].
Segundo Hector Boece, a palavra Portugal derivaria de Porto Gatelli, o nome que Catelo deu a Braga, quando lá se estabeleceu, enquanto outros dizem que ele deu esse nome ao primitivo núcleo urbano que actualmente é a cidade do  Porto. Os vocábulos "Callaici" e "Cale" estão na origem de actuais topónimos como Gaia, Galiza, e do sufixo "-gal" em "Portugal".  O significado de Cale ou "Calle" não está contudo totalmente esclarecido.
Em cerca de 200 a.C., ou seja durante a Segunda Guerra Púnica, os romanos estabeleceram-se definitivamente na Península Ibérica, começando por conquistar as feitorias e núcleos urbanos dos cartagineses. Na sequência deste processo também Cale foi conquistada e rebaptizada com o nome de Portus Cale que posteriormente originou Portucale. Este facto deve-se ao general romano Décimo Júnio Bruto Galaico em torno de 136 a.C.. No final das campanhas de Bruto, Roma controlava o território entre os rios Douro e Minho, mais prováveis extensões ao longo da costa e no interior. No entanto foi somente na era do imperador Augusto ou mesmo um pouco mais tarde, isto é no final do século I a.C., que o actual norte de Portugal e a Galiza foram totalmente pacificados e caíram sob o controlo romano.
Todas estas regiões foram submetidas ao domínio suevo entre 410 e 584. Esses germânicos estabeleceram-se principalmente nas áreas de Braga (Bracara Augusta), Porto (Portus Cale), Lugo (Luco Augusto) e Astorga (Astúrica Augusta). Bracara Augusta, a moderna cidade de Braga e antiga capital romana da Galécia, tornou-se a capital dos suevos.
Outros povos germânicos, os visigodos, também invadiram a Península Ibérica e conquistaram o reino suevo em 584. A região em torno de Cale tornou-se conhecido pelos visigodos como Portucale. Portucale caiu sob os árabes  durante a invasão muçulmana da Península Ibérica em 711.
Em 868, Vímara Peres, guerreiro cristão de Galécia e vassalo do rei de Astúrias, Leão e Galiza, Afonso III, foi enviado em missiva para a região entre o rio Minho e o rio Douro para proceder à sua reconquista, bem como assegurar que não caísse novamente em poder dos mouros. Tal processo incluiu a cidade de Portucale assim como a área envolvente, fundando-se pois o primeiro condado de Portugal ou Condado de Portucale. Portus Cale, mais tarde Portucale, é assim, não só o antigo nome da actual cidade do Porto, mas também o da área ribeirinha de Vila Nova de Gaia, que seria posteriormente usado para nomear toda a região e, depois, o país.

## Cale e Gaia
Ainda que a primeira parte do sintagma Portuscale ou seja "Portus" figure no nome da actual cidade do Porto, situada na margem direita do Douro, a sua segunda parece ter a sua continuação temporal no topónimo Gaia, a localidade situada  na margem esquerda do mesmo rio, mesmo defronte da cidade do Porto, e oficialmente denominada Vila Nova de Gaia.

## Cale e a origem do nome da Galiza
A origem do nome Galiza (Calécia, Galécia) tem provavelmente a sua raiz no radical Cale, que é, possivelmente, o mesmo que se contém no nome dos galaicos. Mesmo se tem defendido que na origem, os galaicos, seriam um povo localizado nos arredores da foz do Douro, que acabou por estender o seu nome ao conjunto de povos (populi) situados a Norte dos lusitanos. Estando a Galécia localizada no território a norte do rio Douro é também plausível que Cale se situasse na margem norte do rio. Ainda que não deixe de ser uma hipótese verosímil, em apoio citam-se casos similares. O nome da actual Alemanha é na realidade a extensão da designação de uma tribo, os alamanos, a um conjunto de povos germânicos. A Grécia, nome romano para designar a Hélade, é outro caso semelhante.